# Hunuganahalli, Mandya
Hunuganahalli là một làng thuộc tehsil Mandya, huyện Mandya, bang Karnataka, Ấn Độ.